# Minnan
Minnan, Min Nan eller sydlig min (förenklad kinesiska: 闽南语, traditionell kinesiska:閩南語, pinyin: Mǐnnányǔ, Pe̍h-oē-jī: Bân-lâm-gú) är den största gruppen inom de kinesiska min. Det talas främst i provinsen Fujian i Kina, men även i vissa närliggande provinser i Taiwan och bland kineser bosatta utomlands, särskilt i Sydostasien. De viktigaste minnanspråken är Hokkien (Qunzhou-Zhangzhou), taiwanesiska, Teochew och hainanesiska.
Språket har cirka 50,4 miljoner talare vilket gör det världens 33:e mest talade språk.
Minnan har erkänts som ett nationalspråk i Taiwan sedan 2018. Detta innebär att Taiwans regering kommer att stödja finansiellt språkets användning och undervisning.
Språket skrivs med kinesiska tecken, latinska alfabetet och bopomofo. Tidigare har man också använt katakana.